# Étoile sportive ornaysienne de football Vendée La Roche-sur-Yon 2015-2016
Questa voce raccoglie le informazioni riguardanti la squadra femminile dell'Étoile sportive ornaysienne de football Vendée La Roche-sur-Yon nelle competizioni ufficiali della stagione 2015-2016.

## Divise e sponsor
Lo sponsor tecnico, fornitore delle tenute da gioco, era Puma.
| Casa | Trasferta |

## Organigramma societario
Area tecnica'
- Allenatrice: Malika Bousseau
- Vice allenatore: Pascal Braconnier
- Preparatore dei portieri: David Nicolleau
- Preparatore atletico: Pascal Braconnier

## Rosa
Rosa, ruoli e numeri di maglia alla presentazione della squadra, come da sitofootofeminin.fr, aggiornata al 20 agosto 2015..
| N. |                    | Ruolo | Calciatrice                |
| -- | ------------------ | ----- | -------------------------- |
| 1  | Francia (bandiera) | P     | Romane Bruneau             |
| 2  | Francia (bandiera) | D     | Justine Prézeau            |
| 3  | Francia (bandiera) | D     | Mélanie Roux               |
| 4  | Francia (bandiera) | D     | Océane Olivier             |
| 5  | Francia (bandiera) | D     | Maureen Cosson             |
| 6  | Francia (bandiera) | C     | Pauline Ripoche (capitano) |
| 7  | Francia (bandiera) | C     | Audrey Nicolas             |
| 8  | Francia (bandiera) | C     | Julie Pasquereau           |
| 9  | Francia (bandiera) | A     | Claire Guillard            |
| 10 | Francia (bandiera) | C     | Clara Matéo                |
| 11 | Francia (bandiera) | C     | Anaïs Pugnetti             |
| 13 | Francia (bandiera) | A     | Charlotte Peslerbe         |
| 14 | Francia (bandiera) | D     | Aline Liaigre              |
| 14 | Francia (bandiera) | C     | Claire Paillat             |

| N. |                    | Ruolo | Calciatrice          |
| -- | ------------------ | ----- | -------------------- |
| 15 | Francia (bandiera) | C     | Charlotte Boisneau   |
| 16 | Francia (bandiera) | P     | Constance Picaud     |
| 17 | Francia (bandiera) | C     | Élodie Nakkach       |
| 19 | Francia (bandiera) | D     | Salomé Alberbide     |
| 20 | Francia (bandiera) | D     | Jessica Marchadié    |
| 21 | Francia (bandiera) | A     | Clémence Martinez    |
| 22 | Francia (bandiera) | D     | Justine Boivin       |
| 23 | Guinea (bandiera)  | A     | Fatoumata Baldé      |
| 24 | Francia (bandiera) | A     | Lisa Fragoli         |
| 26 | Francia (bandiera) | C     | Charlotte Lemarchand |
| 27 | Francia (bandiera) | D     | Adeline Coudrin      |
| 29 | Francia (bandiera) | A     | Hilda Ravon          |
| 30 | Francia (bandiera) | P     | Camille Nerbonne     |
|    | Francia (bandiera) | D     | Nathalie Richard     |

## Calciomercato

### Sessione estiva
| Acquisti | Acquisti         | Acquisti | Acquisti                         |
| R.       | Nome             | da       | Modalità                         |
| -------- | ---------------- | -------- | -------------------------------- |
| P        | Camille Nerbonne | Condéen  | [ 1 ]                            |
| D        | Aline Liaigre    |          | ripresa dell'attività agonistica |
| C        | Adeline Coudrin  | Yzeure   | [ 1 ]                            |
| C        | Anaïs Pugnetti   | Arras    | [ 1 ]                            |
| A        | Fatoumata Baldé  | Guingamp | [ 1 ]                            |
| A        | Lisa Fragoli     | Arras    | [ 1 ]                            |

| Cessioni | Cessioni      | Cessioni | Cessioni |
| R.       | Nome          | a        | Modalità |
| -------- | ------------- | -------- | -------- |
| P        | Astrid Noblot |          | [ 1 ]    |

## Risultati

### Division 1

#### Girone di andata
| Arbitro: | Coppola |

|  |           |                              |
|  | Marcatori | 1’, 46’ Braunwart 39’ Cazeau |

| Arbitro: | Lasalle |

|                       |           |  |
| Traïkia 69’ Diani 80’ | Marcatori |  |

| Arbitro: | Maubacq |

|  |           |                                         |
|  | Marcatori | 19’ Saunier 27’ Barbance 90+3’ Lemaître |

| Arbitro: | Burban |

|                             |           |                                 |
| Bourgouin 51’ Boudaud 90+2’ | Marcatori | 70’ Fragoli 83’, 87’ Pasquereau |

| Arbitro: | Ily |

|  |           |                |
|  | Marcatori | 49’, 76’ Léger |

| Arbitro: | Vanstaevel |

|                                                           |           |  |
| Hegerberg 21’, 24’, 59’ Schelin 27’, 48’ D. Cascarino 71’ | Marcatori |  |

| Arbitro: | Lasalle |

|                                        |           |            |
| Pasquereau 12’ Fragoli 52’ Matéo 90+2’ | Marcatori | 53’ Oumeur |

| Arbitro: | Bonnin |

|                |           |  |
| Oparanozie 13’ | Marcatori |  |

| Arbitro: | Labadot-Cadinot |

|          |           |                                                 |
| Roux 73’ | Marcatori | 24’ Asllani 43’ Érika 81’ Mittag 84’, 87’ Horan |

| Arbitro: | Burban |

|                                |           |  |
| Palacin 1’ Peruzzetto 53’, 90’ | Marcatori |  |

| Arbitro: | Coppola |

|                                   |           |                   |
| Ripoche 16’ Nicolas 27’, 61’, 76’ | Marcatori | 65’ Ngo Ndoumbouk |

#### Girone di ritorno
| Arbitro: | Bonnin |

|            |           |                |
| Cazeau 88’ | Marcatori | 90+2’ Peslerbe |

| Arbitro: | Vanstaeve |

|  |           |                                        |
|  | Marcatori | 49’ Soyer 69’ Catala 86’, 90+3’ Thiney |

| Arbitro: | Bonnin |

|                                       |           |                                    |
| Cugat 41’ Barbance 56’ De Revière 69’ | Marcatori | 75’ Pugnetti 83’ (aut.) Lespinasse |

| Arbitro: | Lasalle |

|                          |           |                                      |
| Peslerbe 37’ Liaigre 61’ | Marcatori | 24’ Bourgouin 40’ Clerac 78’ Djebbar |

| Arbitro: | Bonnin |

|                          |           |  |
| Jakobsson 50’ Asseyi 61’ | Marcatori |  |

| Arbitro: | Burban |

|  |           |                                                         |
|  | Marcatori | 38’ Le Sommer 45’ Petit 66’ Nécib 84’ Lavogez 89’ Henry |

| Arbitro: | Guillemin |

|                       |           |                                           |
| Ramos 8’ Saulnier 48’ | Marcatori | 13’, 72’ (rig.) Liaigre 40’, 81’ Guillard |

| Arbitro: | Labadot-Cadinot |

|             |           |  |
| Fragoli 80’ | Marcatori |  |

| Arbitro: | Maubacq |

|                                           |           |  |
| Katoto 11’ Delie 16’ Cruz 41’ Lahmari 66’ | Marcatori |  |

| Arbitro: | Buffar |

|                          |           |                                         |
| Lemarchand 44’ Matéo 46’ | Marcatori | 82’ Fleury 90’ Palacin 90+8’ Peruzzetto |

| Arbitro: | Labadot-Cadinot |

|                         |           |             |
| Konté 41’ Chatelain 50’ | Marcatori | 14’ Fragoli |

### Coppa di Francia
| 10 gennaio 2016, ore 14:30 CET 2º turno federale                                                        | Lillers   | 1 – 6 referto                                          | La Roche-sur-Yon |  |
| \| \| \| \| \| Sow 79’ (rig.) \| Marcatori \| 45’, 82’, 90’, 90+1’ Matéo 67’ Pasquereau 73’ Peslerbe \| |           |                                                        |                  |  |
| |           |                                                        |                  |  |
| Sow 79’ (rig.)                                                                                          | Marcatori | 45’, 82’, 90’, 90+1’ Matéo 67’ Pasquereau 73’ Peslerbe |                  |  |

| Arbitro: | Burban |

|                           |           |             |
| Barbe 90+1’, 90+3’ (rig.) | Marcatori | 16’ Nicolas |

## Statistiche

### Statistiche di squadra
| Competizione     | Punti | In casa | In casa | In casa | In casa | In casa | In casa | In trasferta | In trasferta | In trasferta | In trasferta | In trasferta | In trasferta | Totale | Totale | Totale | Totale | Totale | Totale | DR  |
| Competizione     | Punti | G       | V       | N       | P       | Gf      | Gs      | G            | V            | N            | P            | Gf           | Gs           | G      | V      | N      | P      | Gf     | Gs     | DR  |
| ---------------- | ----- | ------- | ------- | ------- | ------- | ------- | ------- | ------------ | ------------ | ------------ | ------------ | ------------ | ------------ | ------ | ------ | ------ | ------ | ------ | ------ | --- |
| Division 1       | 38    | 11      | 3       | 0       | 8       | 13      | 30      | 11           | 2            | 1            | 8            | 11           | 28           | 22     | 5      | 1      | 16     | 24     | 58     | -34 |
| Coppa di Francia | -     | -       | -       | -       | -       | -       | -       | 2            | 1            | 0            | 1            | 7            | 3            | 2      | 1      | 0      | 1      | 7      | 3      | +4  |
| Totale           | -     | 11      | 3       | 0       | 8       | 13      | 30      | 13           | 3            | 1            | 9            | 18           | 31           | 24     | 6      | 1      | 17     | 31     | 61     | -30 |

### Andamento in campionato
| Giornata  | 1 | 2  | 3  | 4 | 5 | 6  | 7 | 8 | 9  | 10 | 11 | 12 | 13 | 14 | 15 | 16 | 17 | 18 | 19 | 20 | 21 | 22 |
| --------- | - | -- | -- | - | - | -- | - | - | -- | -- | -- | -- | -- | -- | -- | -- | -- | -- | -- | -- | -- | -- |
| Luogo     | C | T  | C  | T | C | T  | C | T | C  | T  | C  | T  | C  | T  | C  | T  | C  | T  | C  | T  | C  | T  |
| Risultato | P | P  | P  | V | P | P  | V | P | P  | P  | V  | N  | P  | P  | P  | P  | P  | V  | V  | P  | P  | P  |
| Posizione | 9 | 10 | 10 | 8 | 9 | 11 | 9 | 9 | 10 | 10 | 10 | 10 | 10 | 10 | 10 | 10 | 10 | 10 | 10 | 10 | 10 | 10 |

Legenda:

Luogo: C = Casa; T = Trasferta. Risultato: V = Vittoria; N = Pareggio; P = Sconfitta.

### Statistiche delle giocatrici
| Giocatore    | Division 1 | Division 1 | Division 1  | Division 1 | Coppa di Francia | Coppa di Francia | Coppa di Francia | Coppa di Francia | Totale   | Totale | Totale      | Totale     |
| Giocatore    | Presenze   | Reti       | Ammonizioni | Espulsioni | Presenze         | Reti             | Ammonizioni      | Espulsioni       | Presenze | Reti   | Ammonizioni | Espulsioni |
| ------------ | ---------- | ---------- | ----------- | ---------- | ---------------- | ---------------- | ---------------- | ---------------- | -------- | ------ | ----------- | ---------- |
| S. Alberbide | 16         | 0          | 0           | 0          | 2                | 0                | 1                | 0                | 18       | 0      | 1           | 0          |
| M. Cosson    | 5          | 0          | 0           | 0          | 1                | 0                | 0                | 0                | 6        | 0      | 0           | 0          |
| C. Matéo     | 20         | 2          | 1           | 0          | 2                | 4                | 0                | 0                | 22       | 6      | 1           | 0          |
| C. Picaud    | 0          | 0          | 0           | 0          | 0                | 0                | 0                | 0                | 0        | 0      | 0           | 0          |